# Adam Pałka

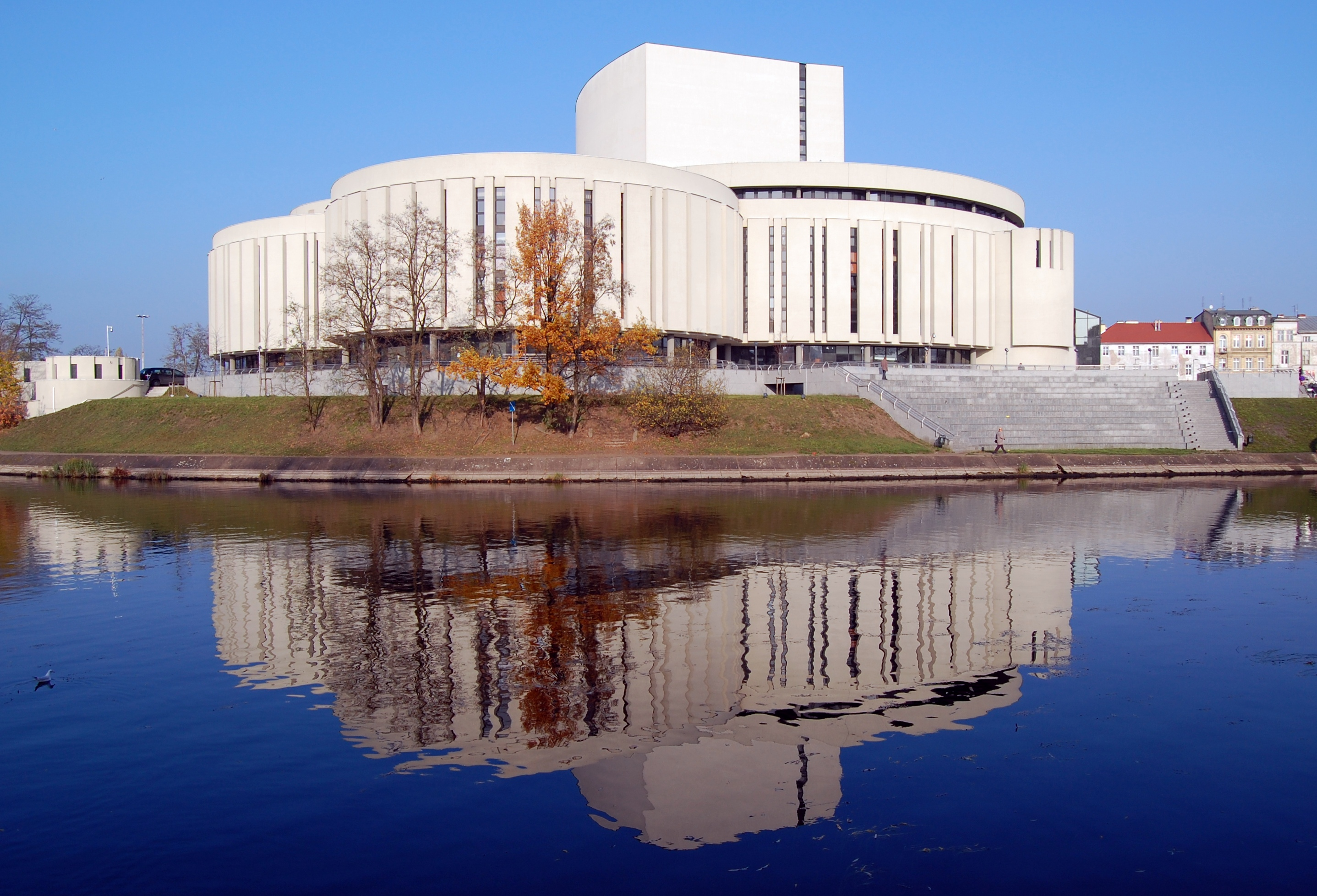
Budynek Opery Nova w Bydgoszczy

Adam Pałka (ur. 1937) – dyrygent, chórmistrz, kierownik scen muzycznych w Krakowie i Wrocławiu, dyrektor naczelny i kierownik artystyczny Opery i Operetki w Bydgoszczy w latach 1979-1980.

## Życiorys
Urodził się 6 października 1937 r. w Krakowie. Był absolwentem dyrygentury w klasie Henryka Czyża w Wyższej Szkole Muzycznej w Krakowie (1968). W latach 1968–1974 pracował jako kierownik chóru Polskiego Radia i Telewizji w Krakowie, a w latach 1970–1977 w Filharmonii Krakowskiej. W latach 1977–1978 był kierownikiem muzycznym w Operze Wrocławskiej. Prowadził w tym czasie, jako dyrygent, koncerty oratoryjne i symfoniczne na krajowych i zagranicznych estradach.
Od 1 kwietnia 1979 r. do 31 sierpnia 1981 r. pełnił funkcję dyrektora i kierownika artystycznego Opery i Operetki w Bydgoszczy. Za jego kadencji bydgoska opera wystawiła dwie premiery baletowe dla dzieci: „Pinokio” J. Szajny -Lewandowskiej, „Piotrusia i wilka” S. Prokofiewa i „Bardzo śpiącą królewnę” A. Błocha (śpiewaną). Ponadto opery: „Wesele Figara” W.A. Mozarta (po raz pierwszy na bydgoskiej scenie), „Eugeniusza Oniegina” P. Czajkowskiego, „Halkę” S. Moniuszki i „Barona cygańskiego” J. Straussa.
We wrześniu 1980 r. w Operze bydgoskiej rozpoczął się okres tworzenia NSZZ „Solidarność”. W listopadzie tego roku Adam Pałka, który był jednym ze współorganizatorów związku, przytłoczony nadmiarem obowiązków dyrektora, dyrygenta i działacza, wystąpił do wojewody bydgoskiego z propozycją rozdzielenia funkcji dyrektora i kierownika artystycznego, proponując objęcie dyrekcji naczelnej Alicji Weber. Od 1 marca 1981 r. zgodnie z decyzją wojewody pozostał jedynie na stanowisku kierownika artystycznego. W kolejnych miesiącach fale strajków powodowały odwoływanie zajęć artystycznych. Skonfliktowany ze związkami zawodowymi złożył rezygnację z pracy w Państwowej Operze w Bydgoszczy.
Dalszą karierę zawodową kontynuował w Teatrze Wielkim w Poznaniu, a później w Teatrze Wielkim w Warszawie.